# Elektriciteits-Produktiemaatschappij Zuid-Nederland
De Elektriciteits-Produktiemaatschappij Zuid-Nederland (EPZ) is een Nederlandse elektriciteitsproducent. De aandelen van EPZ zijn voor 70% in handen van energiemaatschappij PZEM en de resterende 30% zijn in bezit van RWE.
EPZ is eigenaar van de kerncentrale Borssele. Verder beschikt EPZ over zes windturbines met een gezamenlijk vermogen van 22 megawatt (MW) en ruim 60.000 zonnepanelen met een opgesteld vermogen van 21,5 MW. EPZ verkoopt de elektriciteit aan de twee aandeelhouders.
Oorspronkelijk was EPZ een provinciaal overheidsbedrijf. Het netbeheer werd afgesplitst en EPZ ging verder als commercieel energieproductiebedrijf. Deze ontwikkeling was vooropgezet in de Overeenkomst van Samenwerking van de SEP (1986), vooruitlopend op de Elektriciteitswet 1989.

## Geschiedenis
Op grond van de Elektriciteitswet 1989 diende een productiebedrijf een minimumcapaciteit van 2500 MW te hebben. Dit leidde tot de bundeling van de elektriciteitsproductie in Nederland en zo ontstonden eind jaren tachtig vier grote elektriciteitsproducenten: UNA, EZH, EPON en EPZ. De laatste ontstond in 1987 door de bundeling van de elektriciteitsproductie van de Noord-Brabantse PNEM en de Limburgse PLEM. Beide provinciale elektriciteitsbedrijven waren voor 50% aandeelhouder van EPZ. In 1990 sloot de Zeeuwse PZEM zich bij EPZ aan en kreeg - net als PNEM en PLEM - 33,3% van de aandelen EPZ in handen.
EPZ werd in 2000 gereorganiseerd. Borssele werd de enige productielocatie binnen EPZ, maar DELTA (als opvolger van PZEM) heeft vanaf dan niet 33,3%, maar 50% van de aandelen EPZ in handen gekregen. Essent (de opvolger van PNEM en PLEM) kreeg een belang van 50% (in plaats van 66,7%) in EPZ, maar kreeg wel alle andere EPZ-centrales volledig in haar bezit.
Bij de verkoop van Essent aan RWE in 2009 zijn de aandelen in EPZ niet direct naar RWE overgegaan, omdat de statuten dat niet toestonden en DELTA niet akkoord is gegaan met splitsing van het juridisch en het economisch eigendom. Er volgde een rechtszaak, maar op 17 mei 2011 werd een compromis bereikt. RWE neemt genoegen met een minderheidsbelang van 30% in EPZ. Het belang van RWE wordt indirect gehouden via Energy Resources Holding, een dochterbedrijf dat de directe aandeelhouder in EPZ is. Als tegenprestatie mag het meedoen aan de ontwikkeling van een nieuwe kerncentrale Borssele 2. RWE heeft op deze manier nu een voet aan de grond gekregen op het gebied van nucleaire energieopwekking in Nederland.

## Productie
In 2020 werd 3927 gigawattuur (GWh) aan elektriciteit opgewekt, waarvan 39 GWh wind- en 23 GWh aan zonne-energie. De kerncentrale leverde veruit de meeste stroom. 
De aandeelhouders van EPZ besloten in 2011 de kolencentrale Borssele stil te leggen op 31 december 2015. In 2014 en 2015 produceerde de kolencentrale gemiddeld zo'n 2250 GWh aan elektriciteit. Na een ongeval in de centrale met dodelijke afloop op 20 november 2015 werd een paar dagen later de centrale gesloten. Het was een van de vijf oude kolencentrales die volgens het Energieakkoord dicht moesten. Na een grote schoonmaak is in 2019 de daadwerkelijke sloop begonnen, een project van drie jaar. Na sloop komt een terrein van 34 hectare grond vrij, waarvan 14 hectare gebruikt is voor een zonnepark met ruim 60.000 panelen. Het park heeft een vermogen van 21 MW, dat voldoende is om 7000 huishoudens van groene stroom te voorzien.

## Ontmanteling kerncentrale Borssele
In 2012 is de Stichting Beheer Ontmantelingsgelden Kerncentrale Borssele opgericht met als taak er voor te zorgen dat er voldoende geld beschikbaar is voor de ontmanteling van de kerncentrale na 2033. Door de stichting op te richten is dit geld afgezonderd van EPZ zodat in geval van een faillissement dit geld niet gebruikt kan worden voor andere doeleinden. Per 31 december 2020 was er 315 miljoen euro gereserveerd, EPZ stort nog jaarlijks een bedrag in het fonds van de stichting zodat in 2031 ruim 600 miljoen euro beschikbaar zal zijn voor de ontmanteling.